# Cofradía de los Hermanos de la Costa

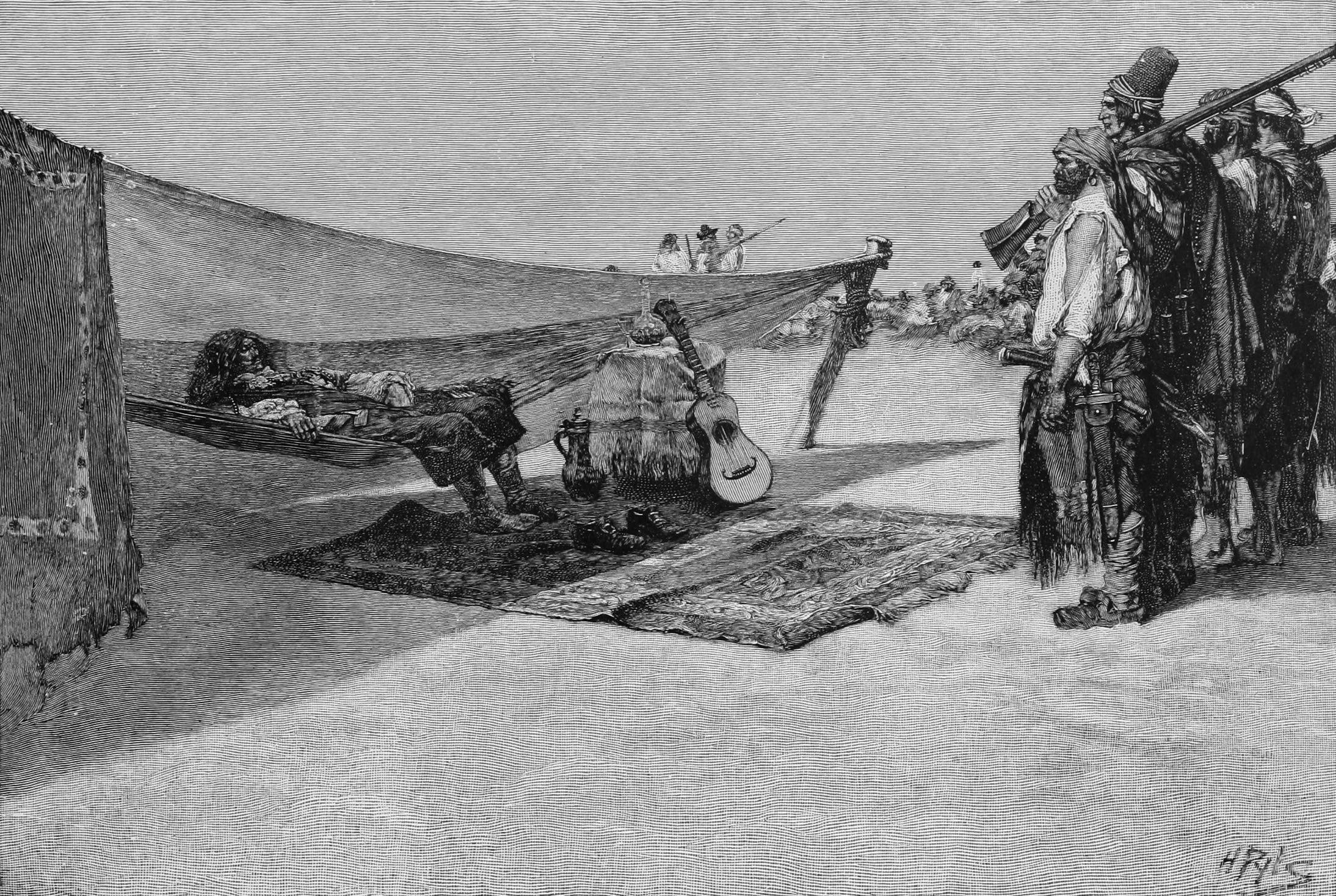
Henry Morgan recluta a sus hermanos para un ataque a Portobelo en Panamá.

La Cofradía de los Hermanos de la Costa era una organización formada por bucaneros y filibusteros, diferentes clases de piratas, que duró desde 1620 hasta 1700. Estuvo activa en los siglos XVII, formada alrededor del año 1620, y XVIII, en el océano Atlántico, en el mar Caribe y en el golfo de México. Esta cofradía tenía principios sociales igualitarios y sede en la isla de la Tortuga.

## Origen
Sus principales enemigos eran los españoles, a quienes saqueaban por mar y tierra. Perseguidos, exiliados y desarraigados, estos piratas fundaron esta cofradía.
Entre ellos se formó un sindicato de capitanes con patentes de corso y de represalia que regulaban sus empresas corsarias dentro de la comunidad de corsarios y con sus benefactores externos. Eran antiguos marinos mercantes, principalmente privados de origen protestante, y por lo general ingleses y franceses. Además había numerosos aventureros, esclavos blancos y negros fugitivos, prisioneros huidos. La justicia era impartida por una corte de viejos filibusteros.
Entre los Hermanos de la costa, antes de entrar en combate, cada bucanero se conjuraba con un compañero y en el caso de que uno resultase muerto en la lucha, el otro se convertía en su "heredero", conocido como matelotage.

## Leyes
Sus miembros elaboraron leyes orales que fomentaban la libertad de su propia sociedad:
- No existirán prejuicios de nacionalidad ni de religión.
- No existirá la propiedad individual.
- Se respetará la libertad individual.
- No habrá obligaciones ni castigos y se podrá abandonar la Hermandad en cualquier momento.
- No se admitirán mujeres (esto se refiere a mujeres blancas y libres, o sea, mujeres por las cuales podrían llegar a surgir disputas entre los hermanos, puesto que las esclavas negras no contaban).
- Se dará una indemnización a quienes resulten heridos o lisiados.

## Legado
En Chile, y en otros países, se han desarrollado clubes que rememoran a la Cofradía. Así fue creada la Hermandad de la Costa de Chile, una organización fraternal que se basa en las leyes propias de la Cofradía de los Hermanos de la Costa. Actualmente esta tiene 33 sedes en Chile y 34 a lo largo del mundo.